# Эверхарт, Бенджамин Матлак
Бенджамин Матлак Эверхарт (англ. Benjamin Matlack Everhart; 1818—1904) — американский миколог.

## Биография
Бенджамин Матлак Эверхарт родился 20 апреля 1818 года в районе поселения Уэст-Честер на территории округа Честер в Пенсильвании в семье Уильяма Эверхарта, ветерана войны 1812 года, члена конгресса, и Ханны Матлак. Предки Уильяма приехали в Америку до 1700 года из Вюртемберга. Один из братьев Бенджамина, Джеймс Боуэн Эверхарт, дважды избирался в конгресс, издал несколько книг, был влиятельным деятелем гражданской войны. Другой брат, Джон Эверхарт, был врачом.
В 1845 году Бенджамин совершил поездку в Великобританию. Несколько лет он занимался торговлей вместе с отцом, с 1848 по 1850 работал в Чарльстоне. С 1860 года Эверхарт посвятил свою жизнь изучению грибов и споровых растений Америки. Он впервые описал между 200 и 300 видов грибов. Вместе с Джобом Бикнеллом Эллисом и Уильямом Эшбруком Келлерманом Эверхарт основал научный журнал The Journal of Mycology.
Бенджамин Матлак Эверхарт скончался 22 сентября 1904 года.

## Некоторые научные работы
- Ellis, J.B.; Everhart, B.M. (1892) The North American Pyrenomycetes.

## Роды грибов, названные в честь Б. М. Эверхарта
- Everhartia Sacc. & Ellis ex Sacc., 1882